# Leonio
Leonio  è un nome proprio di persona italiano maschile.

## Varianti
- Femminili: Leonia

### Varianti in altre lingue
- Francese
  - Femminili: Léonie[1][2]
- Latino: Leonius[2][3]
  - Femminili: Leonia[1][2]
- Tedesco
  - Femminili: Leonie[1]

## Origine e diffusione
Secondo alcune fonti si tratta di un derivato tardo latino del nome Leo, con il significato di "di Leo", "appartenente a Leo". Altre fonti lo considerano semplicemente una forma variata del nome Leone.

## Onomastico
L'onomastico ricorre il 3 febbraio, in ricordo di san Leonio, martire a Poitiers. Per il femminile si può invece festeggiare il 10 gennaio in memoria di santa Léonie Aviat, nota anche come Francesca di Sales, fondatrice delle Suore Oblate di San Francesco di Sales, o anche il 3 maggio in onore della beata Marie-Léonie Paradis, fondatrice delle Piccole Suore della Santa Famiglia.

## Persone

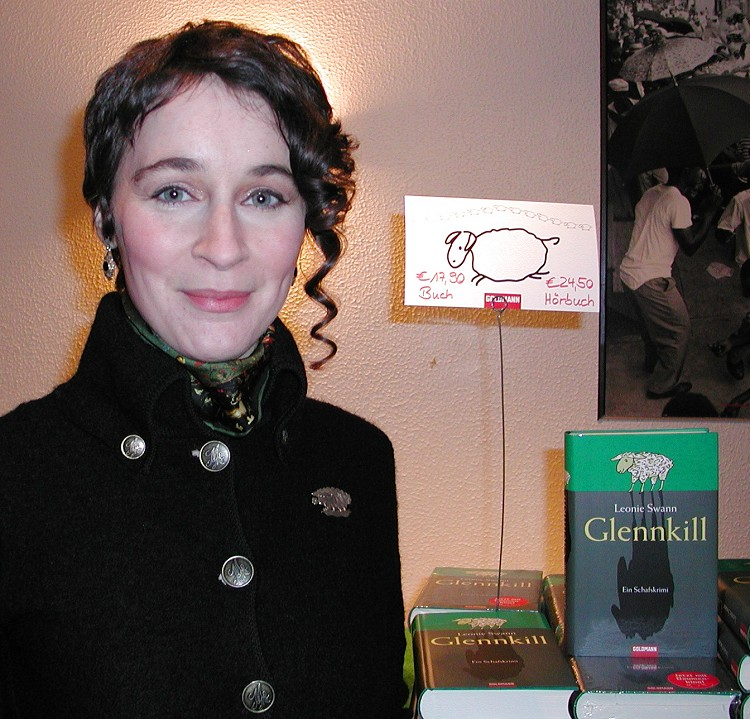
Leonie Swann

### Variante femminile Leonie

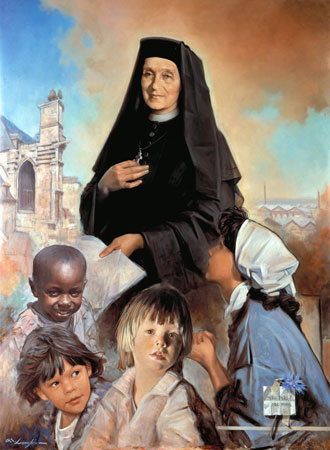
Léonie Aviat

- Leonie Adams, poetessa statunitense
- Leonie Flugrath, vero nome di Shirley Mason, attrice statunitense
- Leonie Meijer, cantante olandese
- Leonie Rysanek, soprano austriaco
- Leonie Swann, scrittrice tedesca
- Leonie Tepe, attrice tedesca

### Variante femminile Léonie
- Léonie Aviat, religiosa e santa francese
- Léonie Gilmour, giornalista e scrittrice statunitense
- Marie-Léonie Paradis, religiosa canadese

## Il nome nelle arti
- Leonie Preisinger è un personaggio della soap opera Tempesta d'amore.
- Leonia Tavira è un personaggio dell'universo espanso di Guerre stellari.
- Leonia è una delle "città invisibili" nell'omonimo libro di Italo Calvino